# Els germans Karamazov (pel·lícula de 1958)
Els germans Karamazov (títol original: The Brothers Karamazov) és una pel·lícula estatunidenca dirigida per Richard Brooks, estrenada el 1958. Aquesta pel·lícula ha estat doblada al català.

## Argument
Ryevsk, Rússia, 1870. Hi ha moltes tensions a la família Karamazov. El pare és un tirà domèstic i un llibertí, els tres fills del qual tenen caràcters ben diferents. Un d'ells s'enamora de Grouchenka, mestra del seu pare.

## Comentari
Adaptació de l'obra de Dostoïevski. 

Les relacions complexes de Fiodor amb els seus quatre fills són l'ocasió d'explorar algunes dels components de la societat russa de finals del segle xix.

## Repartiment
- Yul Brynner: Dmitri Karamazov
- Maria Schell: Grushenka
- Claire Bloom: Katya
- Lee J Cobb: Fyodor Karamazov (el pare)
- Albert Salmi: Smerdjakov
- William Shatner: Alexi Karamazov
- Richard Basehart: Ivan Karamazov
- Friedrich Von Ledebur (no surt als crèdits): El jutge en cap

## Nominacions
- 1959: Oscar al millor actor secundari per a Lee J. Cobb